# Leonid Kharitonov
 (juin 2022).
Si vous disposez d'ouvrages ou d'articles de référence ou si vous connaissez des sites web de qualité traitant du thème abordé ici, merci de compléter l'article en donnant les références utiles à sa vérifiabilité et en les liant à la section « Notes et références ».
Leonid Mikhaïlovitch Kharitonov (en russe : Леонид Михайлович Харитонов), né le 18 septembre 1933 à Goloumet dans l'oblast d'Irkoutsk et mort le 19 septembre 2017 à Moscou, est un chanteur baryton-basse russe.
En Russie, il a été distingué Artiste du peuple de l'URSS et Artiste émérite.
Il est connu en Occident pour avoir chanté au sein des Chœurs de l'Armée rouge, et notamment pour avoir interprété la chanson populaire Les Bateliers de la Volga.

## Biographie
Leonid Kharitonov est né à Goloumet, dans l'oblast d'Irkoutsk en 1933.
Quand son père a disparu durant la Seconde Guerre mondiale, sa mère fut contrainte de l'élever seule.
Entre 1934 et 1942, il était à Tcheremkhovo, et est allé à l'école de 1941 à 1942.
De retour à Goloumet, il est allé à l'école locale de 1942 à 1945, et est resté à Goloumet jusqu'en 1947.
À l'âge de 14 ans, il a étudié pendant un an pour être soudeur et a travaillé comme mouleur en usine à Kibichéva, dans l'oblast d'Irkoutsk.
De 1948 à 1950, il retourne à Goloumet, où il travaille comme soudeur, en attendant d'être chanteur.

## Carrière

### Chœurs de l'Armée rouge de 1953 à 1972
De novembre 1953 à mars 1965, il fut membre des Chœurs de l'Armée rouge. Sa place dans les chœurs était toujours troisième à partir de la droite dans la rangée du haut.
De 1953 à 1955, il servit à la fois l'armée et les chœurs.
De 1956 à 1959, tout en continuant avec les chœurs, il étudia à l'Académie russe de musique Gnessine.
Son premier chant public non officiel fut au Palais d'État du Kremlin, le 18 mars 1965. Ce jour-là, deux de ses amis, les cosmonautes Pavel Beliaïev et Alexeï Leonov furent envoyés dans l'espace dans le cadre du programme spatial Voskhod 2. Au cours de cette mission, Alexeï Leonov fut le premier homme à faire une sortie extravéhiculaire dans l'espace.
Après cela, son premier chant publique officiel fut le 22 avril 1965.
Il fut  décoré Artiste émérite en 1967.
Il continua avec les chœurs jusqu'en 1972 après près de 20 ans passés avec eux.
Boris Alexandrovitch Aleksandrov était très fier de son soliste, et allait souvent serrer la main ou l'embrasser publiquement après une performance.
Leonid Kharitonov a parfois chanté des duos, mais seulement avec Ivan Boukreïev.
Leonid Kharitonov eut seulement un professeur de chant dans sa vie, Evgueni Augoustovitch Kanger, qui n'enseignait à personne d'autre que lui dans l'ensemble, hormis à d'autres solistes de premier plan tels qu'Evgueni Beliaïev.

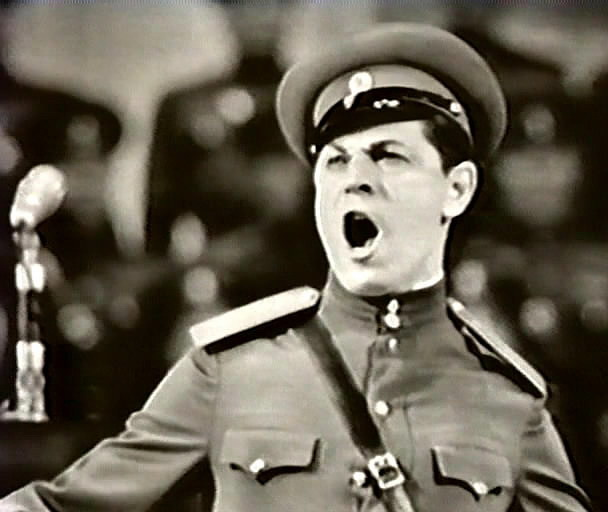
Leonid Kharitonov en 1965, chantant Le Rocher Sur La Volga.
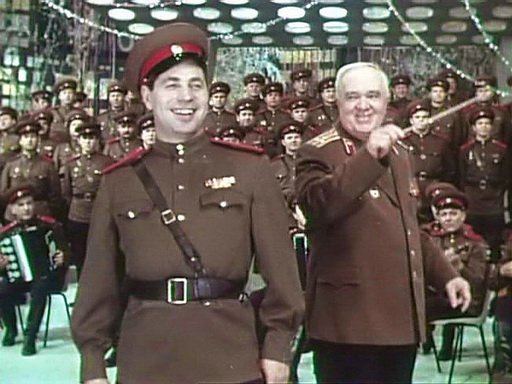
Leonid Kharitonov en 1969, chantant Une Cosaque aux Yeux noirs.
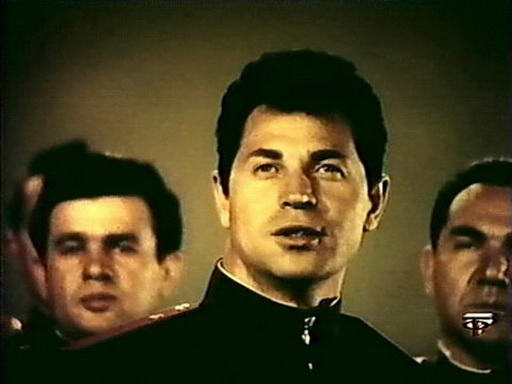
Leonid Kharitonov en 1965, chantant Les Bateliers de la Volga.

### Carrière indépendante à partir de 1972
De 1972 à 1998, il a été soliste dans l'Orchestre philharmonique de Moscou, et en 1986 a été décoré Artiste du peuple de l'URSS. Pendant ce temps, il se produit fréquemment à la radio ainsi qu'à la télévision.
En tournée, il a visité le pays tout entier et est apparu à plusieurs reprises au Palais d'État du Kremlin.
Il fut considéré comme la fierté de la Russie, et a chanté lors de concerts pour le gouvernement et pour les délégations étrangères.
Pendant les années 1970, 80 et 90, Kharitonov est allé en tournée à l'étranger, par exemple en Tchécoslovaquie, au Royaume-Uni, aux États-Unis, en Chine et en Australie.
Il était un ami d'Anatoli Solovianenko, mais ils n'ont jamais chanté ensemble.
Leonid Kharitonov ne s'est jamais produit dans un opéra théâtral, mais a chanté des airs d'opéra lors de certains concerts.
Il mourut à Moscou d'un infarctus du myocarde le 19 septembre 2017. 

### Reconnaissance mondiale
En Occident, Leonid Kharitonov est peu connu, alors qu'en Russie il est célèbre et respecté.
Cependant, ses chants sont enregistrés et publiés dans le monde entier, sur YouTube par exemple.

## Vie privée
Leonid Kharitonov avait une épouse et deux fils, et vécut à Moscou durant sa longue carrière.